# Saint-Pierre-aux-Liens (titre cardinalice)
Pour les articles homonymes, voir Saint-Pierre-aux-Liens.
Le très ancien titulus de Saint-Pierre-aux-Liens (en italien San Pietro in Vincoli), qui remonte au pontificat de Symmaque, fut érigé aux alentours de 490 pour l'église bâtie à Rome par l'impératrice Licinia Eudoxia à l'occasion de la mort de son époux, l'empereur Valentinien III.
Le titulus est mentionné parmi ceux représentés lors du synode romain de 499. L'église à laquelle il était attaché, la basilique Saint-Pierre-aux-Liens, reçut une nouvelle consécration en 555 par le pape Pélage Ier. Dans le Liber Pontificalis, aux chapitres concernant les papes Adrien Ier et Léon III, le titulus est nommé Eudoxiæ ad Vincula. Parce que dans le trésor de son église étaient conservées les chaînes de saint Pierre, le titulus prit le nom de Saint-Pierre-aux-Liens. Selon le catalogue de Pietro Mallio, rédigé sous le pontificat d'Alexandre III, le titulus était uni à la basilique de Saint-Laurent-hors-les-Murs dont les prêtres venaient célébrer la messe à tour de rôle.

## Titulaires
- Andromaco (590-?)
- Faustino (956- avant 964)
- Giorgio (964- avant 972)
- Giuliano (?) (972-?)
- Fasano (vers 1000-1003), élu pape sous le nom de Jean XVIII.
- Adeodatus (ou Dieudonné, ou encore Deusdedit) (1073- vers 1088)
- Alberico (1088-1100)
- Benedetto (1100?- après 1118)
- Matteo (1126 ou 1127-?)
- Cosma (1137- avant 1158)
- Guglielmo Matingo (ou Matengo), O.Cist. (1158-1176)
- Eguillino (après 1176- avant 1182)
- Pietro (1188-1191)
- Bernardo, chanoine régulier de San Frediano di Lucca (1193-1204)
- Pietro Oringa (ou Henrici, ou encore Orrighi, ou Oringhius) (1328-1330?), pseudo-cardinal de l'antipape Nicolas V.
- Hélie de Talleyrand-Périgord (1331-1348)
- Anglic de Grimoard, O.S.A. (1366-1367)
- Pierre Girard (ou Pietro Girard de Podio) (1390-1405), pseudo-cardinal de l'antipape Clément VII.
- Antonio Arcioni (ou Archeoni) (1405)
- Antonio Correr (1408-1409)
- João Alfonso Esteves de Azambuja (ou de Zambuya) (1411-1415), pseudo-cardinal de l'antipape Jean XXIII.
- Dominique de Bonnefoy (ou de Bonne-Espérance), Cart. (1423-1429), pseudo-cardinal de l'antipape Benoît XIII.
- Juan de Cervantes (1426-1447)
- Nicolas de Cues (ou da Cusa) (1448-1464) ; tombeau dans la basilique de Saint-Pierre-aux-Liens.
- Francesco della Rovere de Saona, O.F.M. (1467-1471), élu pape sous le nom de Sixte IV.
- Giuliano della Rovere (1471-1479) ; en commende (1479-1503), élu pape sous le nom de Jules II ; mausolée dans la basilique de Saint-Pierre-aux-Liens par Michel-Ange.
- Galeotto Franciotti della Rovere (1503-1507)
- Sisto Gara della Rovere (1507-1517)
- Leonardo della Rovere Grosso (1517-1520)
- Silvio Passerini (1520-1521)
- Albert de Hohenzollern (1521-1545)
- Jacopo Sadoleto (1545-1547)
- Jean du Bellay (1547-1548)
- Giulio della Rovere (1548-1570)
- Giovanni Antonio Serbelloni (1570)
- Antoine Perrenot de Granvelle (1570-1578)
- Stanislao Osio (1578)
- Marco Sittico Altemps (1578-1579)
- Alfonso Gesualdo di Conza (o Gonza) (1579-1580)
- Marc Antonio Colonna (1580-1586)
- Girolamo della Rovere (1587-1592)
- Alessandro Ottaviano de' Medici (1592-1594), élu pape sous le nom de Léon XI
- François de Joyeuse (1594-1604)
- Girolamo Agucchi (ou Agucchi) (1604-1605) ; tombeau dans la basilique de Saint-Pierre-aux-Liens par le Dominiquin.
- Cinzio Passeri Aldobrandini (1605-1610) ; tombeau dans la crypte de la basilique de Saint-Pierre-aux-Liens.
- Lanfranco Margotti (1610-1611) ; tombeau dans la basilique de Saint-Pierre-aux-Liens.
- Bartolomeo Cesi (1611-1613)
- Bonifazio Bevilacqua Aldobrandini (1613-1621)
- François d'Escoubleau de Sourdis (1621)
- Michelangelo Tonti (1621-1622)
- Luigi Capponi (1622-1629)
- Laudivio Zacchia (1629-1637)
- Antonio Barberini seniore (1637-1642)
- Bernardino Spada (1642-1646)
- Marzio Ginetti (1646-1652)
- Giovanni Battista Pallotta (1652-1659)
- Ulderico Carpegna (1659-1661)
- Federico Sforza (1661-1676)
- Emmanuel Théodose de La Tour d'Auvergne de Bouillon (1676-1689)
- Pierre de Bonzi (1689)
- Savo Millini (1689-1701)
- Marcello Durazzo (1701-1710)
- Fulvio Astalli (1710-1714)
- Ferdinando d'Adda (1714-1715)
- Lorenzo Casoni (1715-1720)
- Lorenzo Corsini (1720-1725), élu pape sous le nom de Clément XII.
- Gianantonio de Via (ou Davia) (1725-1737)
- Vincenzo Petra (1737-1740)
- Francesco Antonio Finy (1740-1743)
- Nicolò Maria Lercari (1743-1757)
- Antonio Andrea Galli, (1757-1767)
- Gaetano Fantuzzi (1767-1778)
- Lazzaro Opizio Pallavicino (1778-1785)
- Giuseppe Maria Doria Pamphilj (1785-1802)
- Girolamo della Porta (1802-1812)
- Vacance (1812-1816)
- Tommasso Arezzo (1816-1820)
- Paolo Giuseppe Solaro (1823-1824)
- Joachim-Jean-Xavier d'Isoard (1827-1833)
- Castruccio Castracane degli Antelminelli (1833-1844)
- Niccola Clarelli Parracciani (1844-1867)
- Luis de la Lastra y Cuesta (1867-1876)
- Giovanni Simeoni (1876-1892)
- Ignazio Persico, O.F.M.Cap. (1893-1895)
- Adolphe-Louis-Albert Perraud, C.O. (1896-1906)
- Desiré-Félicien-François-Joseph Mercier (1907-1926)
- Luigi Capotosti  (1926-1938)
- Vacance (1938-1946)
- Teodosio Clemente de Gouveia (1946-1962)
- Léon-Joseph Suenens (1962-1996)
- Jean Marie Julien Balland (1998)
- Louis-Marie Billé (2001)
- Pio Laghi (2002-2009)
- Donald Wuerl (depuis 2010)